# Kanton Larche
Der Kanton Larche war von 1790 bis 2015 ein französischer Wahlkreis im Département Corrèze und in der damaligen Region Limousin. Er umfasste acht Gemeinden im Arrondissement Brive-la-Gaillarde; sein Hauptort (frz.: chef-lieu) war Larche.  Die landesweiten Änderungen in der Zusammensetzung der Kantone brachten im März 2015 seine Auflösung. Vertreter im Generalrat des Départements war zuletzt für die Jahre 2004–2015 Jean-Jacques Delpech (UMP).

## Gemeinden
| Gemeinde                  | Einwohner Jahr | Fläche km² | Bevölkerungsdichte | Code INSEE | Postleitzahl |
| ------------------------- | -------------- | ---------- | ------------------ | ---------- | ------------ |
| Chartrier-Ferrière        | 350 (2013)     | 15,16      | 23 Einw./km²       | 19047      | 19600        |
| Chasteaux                 | 679 (2013)     | 18,75      | 36 Einw./km²       | 19049      | 19600        |
| Cublac                    | 1.696 (2013)   | 20,18      | 84 Einw./km²       | 19066      | 19600        |
| Larche                    | 1.606 (2013)   | 5,74       | 280 Einw./km²      | 19107      | 19600        |
| Lissac-sur-Couze          | 754 (2013)     | 12,62      | 60 Einw./km²       | 19117      | 19600        |
| Mansac                    | 1.368 (2013)   | 18,4       | 74 Einw./km²       | 19124      | 19600        |
| Saint-Cernin-de-Larche    | 658 (2013)     | 9,15       | 72 Einw./km²       | 19191      | 19600        |
| Saint-Pantaléon-de-Larche | 4.763 (2013)   | 23,47      | 203 Einw./km²      | 19229      | 19600        |